# WWE Elimination Chamber
 Der er for få eller ingen kildehenvisninger i denne artikel, hvilket er et problem. Du kan hjælpe ved at angive troværdige kilder til de påstande, som fremføres i artiklen.

Elimination Chamber er et pay-per-view-show inden for wrestling produceret af World Wrestling Entertainment (WWE). Det blev afholdt første gang d. 21. februar 2010 i Scottrade Center i St. Louis, Missouri og overtog WWE's No Way Outs plads som pay-per-view-show i februar. Den næste udgave finder sted d. 20. februar 2011. 
Særligt ved WWE's Elimination Chamber er, at showet indeholder to Elimination Chamber-kampe. Showet fik sit navn efter en afstemning blandt WWE-fans, hvor fans også kunne stemme på Heavy Metal, Battle Chamber, Chamber of Conflict og No Way Out. Elimination Chamber er den direkte efterfølger til No Way Out, der blev afholdt mellem 1998 og 2009, og der også som regel blev afsluttet med en elimination chamber match. 

## Resultater

### 2010
Elimination Chamber 2010 fandt sted d. 21. februar 2010 i Scottrade Center i St. Louis, Missouri.
- WWE Championship: John Cena besejrede Sheamus, Triple H, Randy Orton, Ted DiBiase og Kofi Kingston i en elimination chamber match
- Cena vandt VM-titlen for ottende gang.
- WWE Championship: Batista besejrede John Cena
  - Vince McMahon forlangte, at den nykårede verdensmester, John Cena, skulle forsvare VM-titlen med det samme, og Batista vandt let over den smadrede Cena på kun 32 sekunder.
- WWE Intercontinental Championship: Drew McIntyre besejrede Kane
- Team LayCool (Michelle McCool og Layla) besejrede Maryse og Gail Kim
- WWE United States Championship: The Miz (med Big Show) besejrede Montel Vontavious Porter (med Mark Henry)
- WWE World Heavyweight Championship: Chris Jericho besejrede The Undertaker, John Morrison, R-Truth, CM Punk og Rey Mysterio i en elimination chamber match

### 2011
Elimination Chamber 2011 fandt sted d. 20. februar 2011 fra Oracle Arena i Oakland, Californien.
- Alberto Del Rio (med Ricardo Rodriguez) besejrede Kofi Kingston
- WWE World Heavyweight Championship: Edge besejrede Rey Mysterio, Kane, Drew McIntyre, Big Show og Wade Barrett i en elimination chamber match
- WWE Tag Team Championship: The Corre (Heath Slater og Justin Gabriel) (med Ezekiel Jackson) besejrede Santino Marella og Vladimir Kozlov (med Tamina)
- WWE Championship: The Miz (med Alex Riley) besejrede Jerry "The King" Lawler
- John Cena besejrede CM Punk, John Morrison, King Sheamus, Randy Orton og R-Truth i en elimination chamber match
  - John Cena vandt dermed rettigheden til at møde The Miz om WWE Championship ved WrestleMania XXVII.

### 2012
Elimination Chamber 2012 fandt sted d. 19. februar 2012 fra Bradley Center i Milwaukee, Wisconsin.
- WWE Championship: CM Punk besejrede Dolph Ziggler, Chris Jericho, The Miz, R-Truth og Kofi Kingston i en elimination chamber match
- WWE Divas Championship: Beth Phoenix besejrede Tamina Snuka
- WWE World Heavyweight Championship: Daniel Bryan besejrede Wade Barrett, Cody Rhodes, Big Show, The Great Khali og Santino Marella i en elimination chamber match
- WWE United States Championship: Jack Swagger (med Vickie Guerrero) besejrede Justin Gabriel (med Hornswoggle)
- John Cena besejrede Kane i en ambulance match